# Hòn Rơm
Hòn Rơm là tên một núi nhỏ vẫn còn hoang sơ, nằm tại khu phố Long Sơn, phường Mũi Né, thành phố Phan Thiết, tỉnh Bình Thuận, Việt Nam.